# Dobra Voda (Čaglin)
Dobra Voda je naselje u Republici Hrvatskoj u Požeško-slavonskoj županiji, u sastavu općine Čaglin.

## Zemljopis
Dobra Voda je smještena je na obroncima planine Krndije, oko 15 km istočno od Čaglina, susjedna sela su Jezero, Mokreš i Stojčinovac.

## Stanovništvo
Prema popisu stanovništva iz 2011. godine Dobra Voda je imala 16 stanovnika.
| broj stanovnika |       |       |       |       |       |       |       |       | 101   | 104   | 102   | 100   | 55    | 29    | 12    | 16    | 2     |
|                 | 1857. | 1869. | 1880. | 1890. | 1900. | 1910. | 1921. | 1931. | 1948. | 1953. | 1961. | 1971. | 1981. | 1991. | 2001. | 2011. | 2021. |